# أعطني يدك (رواية)
أعطني يدك هي رواية مثيرة صدرت عام 2018 للكاتبة الأمريكية ميغان أبوت. يروي الكتاب قصة كيت أوينز وديان فليمنغ، وهما عالمان في أبحاث ما بعد الدكتوراه يدرسان اضطراب ما قبل الحيض المزعج، تتناوب القصة بين تجاربهم وعلاقاتهم في المدرسة الثانوية وفي المختبر.
نشرتها شركة ليتل، براون وشركاه [الإنجليزية] في 17 يوليو 2018، وهي توازي الرواية القوطية، مع إشارات إلى مسرحية شكسبير هاملت ومكبث، والفيزيائية ماري كوري، والشاعرة سيلفيا بلاث، وليزي بوردن. وهي مستوحاة من قصة ماري روباردز وعن حادثة مقتل طالبة الدراسات العليا آني لو عام 2009.
لاقت الرواية استحسانًا عمومًا، حيث تلقت تقييمات مميزة من بوكليست وبابليشرز ويكلي وظهرت في قوائم مختلفة لأفضل الكتب لعام 2018. وقد أشاد بها المراجعون لأنها ركزت على موضوعات المرأة الهستيرية، وتحلل النوع الاجتماعي والطبقة والعلاقات المعقدة بين النساء.

## الخلفية والنشر

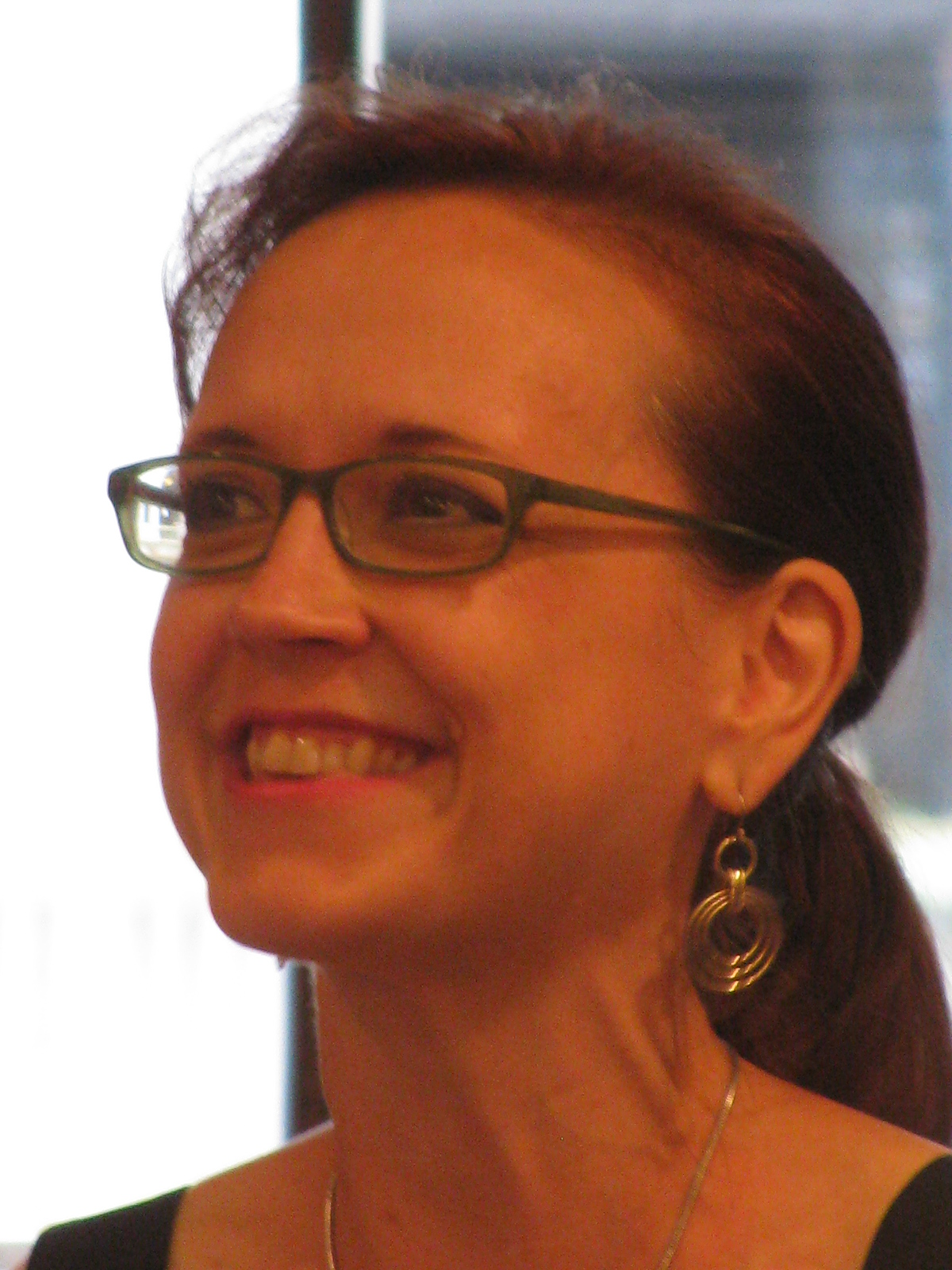
ميغان أبوت في عام 2014

كان التركيز على مشاركة الأسرار من أول الأشياء التي خططت لها المؤلفة ميغان أبوت عند كتبت روايتها. حيث كان الهدف من الرواية في الأصل التركيز على المراهقين، لكن أبوت ابتعدت عن كتابة قصة أخرى عن الرياضة وركزت بدلاً من ذلك على اقتباس للفيزيائية ماري كوري والذي تكرر طوال الكتاب: "رأسي مليء بالخطط لدرجة أنه يبدو مشتعلًا". أجرت أبوت مقابلات مع عالمات من أجل وصف ديناميكيات المختبر وقراءة مذكرات وسير العلماء. وكانت مفتونة بالقدرة التنافسية للمختبرات، وخاصة قصص العلماء الذين ينافسون بعضهم البعض. شخصية سيفيرين مستوحاة من الأساتذة في جامعة نيويورك، حيث درست أبوت للحصول على درجة الدكتوراه.
ألهمت أبوت لأول مرة بالكتابة عن اضطراب ما بعد الحيض (PMDD) عندما علمت أنها استخدمت سابقًا كدفاع جنائي [الإنجليزية]. واستمدت إلهامها من مقال نشرته مجلة تكساس الشهرية [الإنجليزية] عام 1996 حول ماري روباردز، التي سممت والدها عندما كانت طالبة في المدرسة الثانوية في فبراير 1993. استخدمت روباردز خلات الباريوم [الإنجليزية] التي سببت وفاة والدها بنوبة قلبية حتى اعترفت بجريمتها لصديقتها المقربة، ستايسي هاي، بعد عام تقريبًا. على عكس ما حدث في الرواية، التي أبلغت هاي الشرطة بالجريمة وقبض على روباردز في أكتوبر 1994، الرواية أيضًا مستوحاة من مقتل آني لو [الإنجليزية]طالبة الدراسات العليا عام 2009 في مختبر جامعة ييل، حيث أخفيت الضحية المتوفاة في الحائط.
نشرت الرواية في 17 يوليو 2018 عن شركة ليتل، براون وشركاه [الإنجليزية] في الولايات المتحدة وشركة بيكادور [الإنجليزية] في المملكة المتحدة. العنوان مأخوذ من اقتباس للسيدة ماكبث مباشرة قبل مشهد المشي أثناء النوم [الإنجليزية]. وهي الرواية التاسعة لأبوت. اختيرت الرواية لمسلسل تلفزيوني من قبل إيه إم سي.